# Stichting Internet Reclame
De Stichting Internet Reclame is een stichting die het bereik meet van de circa 450 grootste Nederlandse websites. Dit onderzoek geldt als de benchmark voor online uitgevers, mediabureaus en adverteerders om te bepalen waar mediabudgetten het beste besteed kunnen worden en tegen welke tarieven. De STIR is de online equivalent van de op kijkcijfers gerichte Nationaal Media Onderzoek.
Het Internet Bereiksonderzoek wordt uitgevoerd onder de verantwoordelijkheid van de exploitanten vertegenwoordigd in de Verenigde Internet Exploitanten (VINEX), de mediabureaus in het Platform Mediabureaus (PMA) en de adverteerders in de Bond van Adverteerders (BVA). De uitvoerende onderzoeksbureaus zijn Infomart GfK en Nedstat. Het bereiksonderzoek is een zogenaamd panelonderzoek. In de zomer van 2011 werden verbeterde onderzoeksmethodes gepresenteerd. Vanuit de branche is er geregeld kritiek op de onderzoeksresultaten, die vaak verschillen vertonen met andere meetmethoden, zoals Google Analytics.
De Belgische evenknie van de STIR is het Centrum voor Informatie over de Media.

## Geschiedenis
De STIR werd in 2003 opgericht, toen nog onder de naam SIR, door 8 internetexploitanten (waaronder MSN, Wanadoo en Ilse Media). Er was destijds geen betrouwbare meetmethode om te bepalen hoeveel bezoekers er op een pagina kwamen. Het gevolg daarvan was dat adverteerders langs de zijlijn bleven staan, omdat bij het gebrek aan cijfers het effect van de campagnes niet gemeten kan worden. In juli 2006 wordt het bestuur van de STIR uitgebreid naar 5 personen.
In oktober 2008 wordt door STIR een enorme stijging van het bereik van Telegraaf.nl gemeten. Nu.nl trekt aan de bel en na onderzoek blijkt dat er sprake was van een meetfout, veroorzaakt door een technische fout aan de kant van de Telegraaf. Hierdoor werden aanvankelijk de bezoeken aan prive.nl en gametoday.nl meegerekend als telegraaf.nl-bezoeken. Het leidt tot een openlijke discussie over de betrouwbaarheid van de STIR-cijfers.
In 2009 worden mediabureaus en adverteerders mede-opdrachtgever van de STIR. Vanaf dan wordt de stichting geleid door 8 bestuursleden, waarvan er 4 geleverd worden door de internetexploitanten die zich dan verenigen in VINEX. De overige vier bestuursleden worden gelijk verdeeld tussen de mediabureaus (PMA) en adverteerders (BVA). Toenmalig voorzitter Jeroen Cnossen: ""Je kan het wel in eigen hand houden, maar wanneer je elke keer vragen krijgt hoe het onderzoek tot stand is gekomen en of de cijfers wel kloppen, dan kan je de anderen er beter bij betrekken."
In 2010 besluiten mediabereikorganisaties STIR, SKO (televisie), RAB (radio) en NOM (print) gezamenlijk dezelfde leefstijlgroepen te hanteren, zodat mediaplanners beter de verschillende bereikscijfers kunnen vergelijken.
Voorzitter van de STIR is sinds juli 2009 marktonderzoeker Frans Kok.
STIR is in 2013 opgehouden te bestaan.